# Europese kampioenschappen turnen 2013
De Europese kampioenschappen turnen 2013 worden van 17 april tot en met 21 april 2013 gehouden in het Olympisch stadion (Olimpiyskiy) in Moskou, Rusland.

## Programma
| Q | Kwalificaties | Goud | Finale |

### Mannen
| Onderdeel       | 15 apr | 16 apr | 17 apr | 18 apr | 19 apr | 20 apr | 21 apr |
| --------------- | ------ | ------ | ------ | ------ | ------ | ------ | ------ |
| Kwalificaties   |        |        | Q0     |        |        |        |        |
| Meerkamp        |        |        |        |        | 0      |        |        |
| Vloer           |        |        |        |        |        | 0      |        |
| Paard (voltige) |        |        |        |        |        | 0      |        |
| Ringen          |        |        |        |        |        | 0      |        |
| Sprong          |        |        |        |        |        |        | 0      |
| Brug            |        |        |        |        |        |        | 0      |
| Rekstok         |        |        |        |        |        |        | 0      |
| Totaal          |        |        | 1      |        | 1      | 3      | 3      |

### Vrouwen
| Onderdeel     | 15 apr | 16 apr | 17 apr | 18 apr | 19 apr | 20 apr | 21 apr |
| ------------- | ------ | ------ | ------ | ------ | ------ | ------ | ------ |
| Kwalificatie  |        |        |        | Q0     |        |        |        |
| Meerkamp      |        |        |        |        | 0      |        |        |
| Sprong        |        |        |        |        |        | 0      |        |
| Brug ongelijk |        |        |        |        |        | 0      |        |
| Balk          |        |        |        |        |        |        | 0      |
| Vloer         |        |        |        |        |        |        | 0      |
| Totaal        |        |        |        | 1      | 1      | 2      | 2      |

## Medailles

### Mannen
| Onderdeel       | Goud    | Goud                            | Zilver | Zilver          | Brons   | Brons                                   |
| --------------- | ------- | ------------------------------- | ------ | --------------- | ------- | --------------------------------------- |
| Meerkamp        | RUS     | David Beljavskij                | GBR    | Max Whitlock    | UKR     | Oleg Vernjajev                          |
| Vloer           | GBR ISR | Max Whitlock Alexander Shatilov |        | -               | ITA     | Andrea Cingolani                        |
| Paard (voltige) | GBR     | Daniel Keatings                 | HUN    | Krisztián Berki | GBR     | Max Whitlock                            |
| Ringen          | FRA UKR | Samir Ait Said Igor Radivilov   |        | -               | FRA ITA | Danny Pinheiro-Rodrigues Matteo Morandi |
| Sprong          | RUS     | Denis Abljazin                  | ROU    | Flavius Koczi   | ARM     | Artur Davtyan                           |
| Brug            | UKR     | Oleg Stepko                     | SUI    | Lucas Fischer   | RUS     | David Beljavskij                        |
| Rekstok         | RUS     | Emin Garibov                    | GBR    | Sam Oldham      | BLR     | Aleksandr Tsarevich                     |

### Vrouwen
| Onderdeel     | Goud | Goud               | Zilver  | Zilver                            | Brons | Brons              |
| ------------- | ---- | ------------------ | ------- | --------------------------------- | ----- | ------------------ |
| Meerkamp      | RUS  | Aliya Mustafina    | ROU     | Larisa Iordache                   | RUS   | Anastasia Grishina |
| Sprong        | SUI  | Giulia Steingruber | NED ROU | Noel van Klaveren Larisa Iordache |       | -                  |
| Brug ongelijk | RUS  | Aliya Mustafina    | SWE     | Jonna Adlerteg                    | RUS   | Maria Paseka       |
| Balk          | ROU  | Larisa Iordache    | ROU     | Diana Bulimar                     | RUS   | Anastasia Grishina |
| Vloer         | RUS  | Ksenia Afanasyeva  | ROU     | Larisa Iordache                   | ROU   | Diana Bulimar      |

### Medaillespiegel
| Plaats | Land                | Goud | Zilver | Brons | Totaal |
| 1      | Rusland             | 6    | 0      | 4     | 10     |
| 2      | Verenigd Koninkrijk | 2    | 2      | 1     | 5      |
| 3      | Oekraïne            | 2    | 0      | 1     | 3      |
| 4      | Roemenië            | 1    | 5      | 1     | 7      |
| 5      | Zwitserland         | 1    | 1      | 0     | 2      |
| 6      | Frankrijk           | 1    | 0      | 1     | 2      |
| 7      | Israël              | 1    | 0      | 0     | 1      |
| 8      | Nederland           | 0    | 1      | 0     | 1      |
| 8      | Zweden              | 0    | 1      | 0     | 1      |
| 8      | Hongarije           | 0    | 1      | 0     | 1      |
| 11     | Italië              | 0    | 0      | 2     | 2      |
| 12     | Armenië             | 0    | 0      | 1     | 1      |
| 12     | Wit-Rusland         | 0    | 0      | 1     | 1      |
| Totaal | Totaal              | 14   | 10     | 11    | 35     |

## Belgische en Nederlandse deelname

### België

#### Mannen
- Donna Donny Truyens
- Jimmy Verbaeys
- Daan Kenis
- Dennis Goossens
- Siemon Volkaert
- Kristof Schroe

#### Vrouwen
Geen

### Nederland

#### Mannen
- Anthony van Assche
- Michel Bletterman
- Casimir Schmidt
- Yuri van Gelder (onder de naam Lambertus van Gelder)
- Jeffrey Wammes
- Boudewijn de Vries

#### Vrouwen
- Chantysha Netteb
- Noel van Klaveren

### Mannen finales
| Onderdeel | Plaats | Turner            | Score   |
| --------- | ------ | ----------------- | ------- |
| Meerkamp  | 014    | Daan Kenis        | 083.265 |
| Meerkamp  | 021    | Jimmy Verbaeys    | 080.331 |
| Meerkamp  | 024    | Michel Bletterman | 079.382 |
| Vloer     | 08     | Jeffrey Wammes    | 013.666 |
| Ringen    | 07     | Yuri van Gelder   | 015.366 |
| Sprong    | 07     | Jeffrey Wammes    | 014.333 |

### Vrouwen finales
| Onderdeel | Plaats | Turnster          | Score   |
| --------- | ------ | ----------------- | ------- |
| Meerkamp  | 016    | Noel van Klaveren | 051.798 |
| Sprong    | Zilver | Noel van Klaveren | 014.466 |
| Sprong    | 06     | Chantysha Netteb  | 013.533 |